# 다바

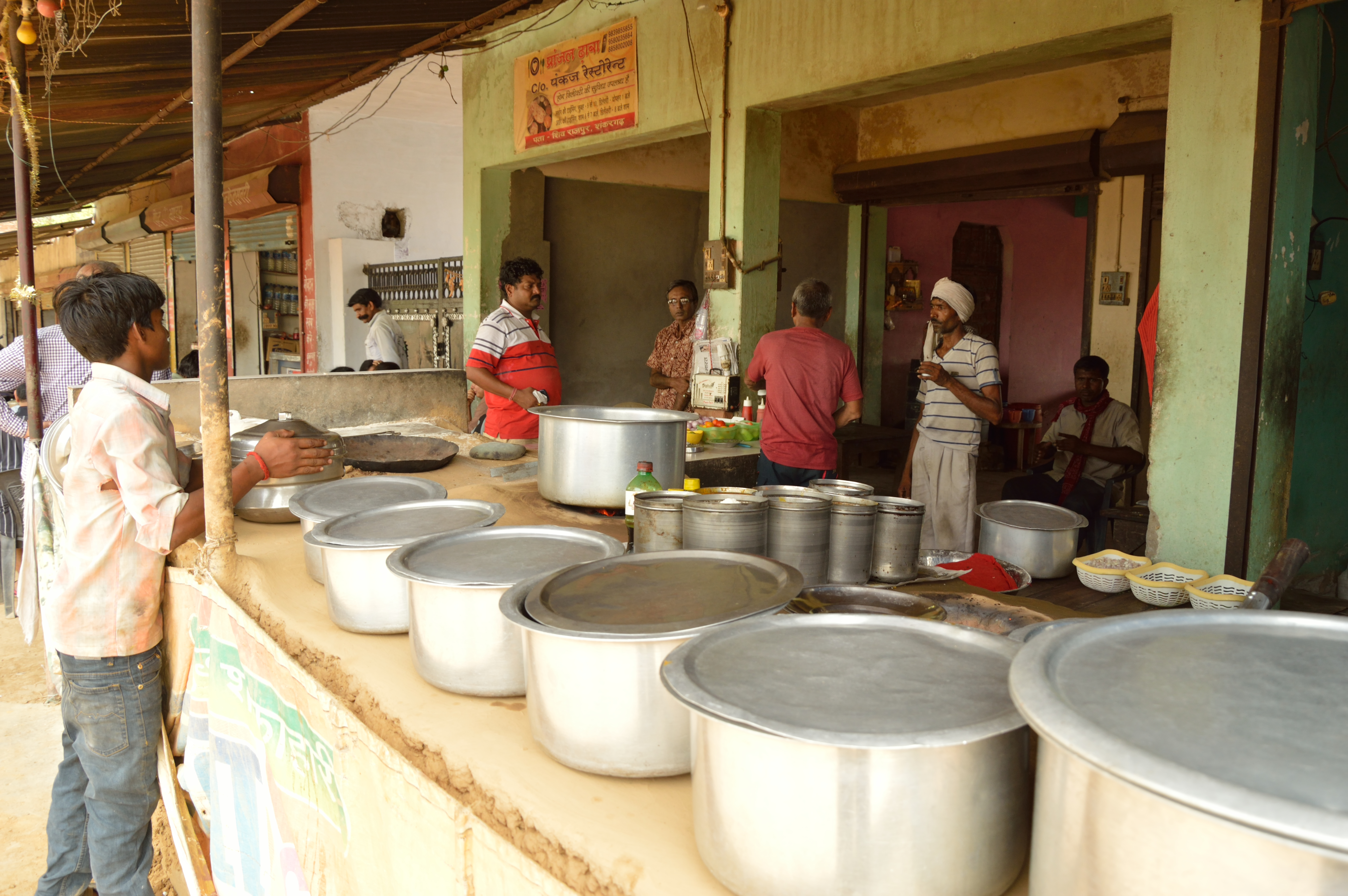
다바

다바(펀자브어: ਢਾਬਾ)는 인도의 음식점 형태이다. 고속도로의 휴게소나 길가 주유소 옆에 있으며, 24시간 영업한다. 주로 트럭 운전수를 대상으로 하는 기사식당으로, 인도의 트럭 운전수 중 펀자브인이 많기 때문에 펀자브 요리를 주로 낸다.

## 같이 보기
- 기사식당